# Jānis Ziemeļnieks
Jānis Ziemeļnieks (Smiltene, 24 dicembre 1897 – Riga, 18 luglio 1930) è stato uno scrittore lettone.

## Biografia
Nato a Smiltene, rimase presto orfano di padre. Si trasferì nella vicina città di Strenči, dove, dopo due apprendistati falliti come calzolaio e farmacista, nel 1914 iniziò a lavorare presso uno studio fotografico.
Nel 1916 pubblicò la sua prima poesia sulla rivista Dzimtenes Vēstnesī (L'Araldo Nazionale); nello stesso anno, una grave malattia renale lo costrinse all'assunzione di oppio: fu l'inizio di una dipendenza che ne minò la salute già cagionevole, al punto di portarlo al ricovero in una clinica per malattie nervose nel 1918.
Stabilitosi a Riga nel 1920, vi conseguì il diploma di scuola superiore come studente esterno. Convocato nell'Armata Rossa nello stesso anno, fu riformato per cattiva salute; lavorò in seguito per il Dipartimento di Arte del Ministero della Cultura e per il sindacato degli autori e giornalisti lettoni.
Dal 1925 fu membro delle redazioni del quotidiano Jaunākās Ziņas (Ultime Notizie) e della rivista Atpūta (Tempo libero), ove apparvero molte sue poesie.
Fu autore di racconti, fiabe e, soprattutto, di quattro raccolte di poesie: Nezināmai (A una sconosciuta, 1923); Aizejošais (Colui che se ne va, 1923); Skūpsts (Il bacio, 1928) e Naktis (Notte, 1929), quest'ultima insignita del Premio del Fondo culturale lettone.
Consumato dall'oppio e da una salute malferma, morì stroncato da un infarto a soli 32 anni.
Una quinta silloge poetica, Lai mīlestības nepietrūktu… (Che non manchi l'amore), è stata pubblicata postuma nel 1987.

## Opere tradotte in lingua italiana
- Zina metelis - Il soprabito di seta, testo a fronte lettone-italiano, Damocle Edizioni, Venezia, 2014 - ISBN 9788896590614 (trad. Paolo Pantaleo)